# Coccolithales
A Coccolithales a Prymnesiophyceae egyik rendje, a „Coccolithophora” két rendjének egyike. Később több rendet soroltak a Prymnesiophyceae csoportba, például a Phaeocystalest és a Prymnesialest.

## Történet
Schwarz írta le 1932-ben, Edvardsen és Eikrem ennek és testvértaxonjának, az Isochrysidalesnek meghatározását 2000-ben kiegészítették.

## Életciklus
Életciklusukban egy vagy több váltakozó szakasz lehet.

## Morfológia
Közepesen hosszú átmeneti zónája van egy átmeneti lemezzel.  Kokkolitasszociált poliszacharidjai alacsony uronsavtartalma nem eredményez kevéssé meszes kokkolitot. Haptonémája rövid vagy redukált, egyes fajaiban nincs kloroplasztisz.
A kokkolit kalcittartalma birefringenciával mérve kisebb, mint morfometriailag, mert kokkolitvastagságuk az elméleti 1,34 μm-es határnál nagyobb. A kokkolit és a kokkoszféra kalcittartalma optoelektrokémiailag mérve a morfometriaihoz hasonló eredményt ad.

## Életmód
Legtöbb fajuk autotróf, de vannak mixotróf és bakterivor nemzetségei is.

## Anyagcsere
1,6- és 1,3-β-glükánjai aránya mintegy 1,5, vagyis energiáját többségében – mintegy 60%-ban – előbbiekben tárolja.

## Evolúció
A kora triász elején, mintegy 243 millió évvel ezelőtt alakult ki, a kainozoikum elején gyakori volt, a jelenkori óceánokban ritka. A campaniaiban és a tithonban mai fajai nagy ősei éltek. Belső telítettségi állapotuk változása ellenére történő hatékony meszesedésükhöz uronsavtartalmukat modulálhatták.
A Coccolithus legkésőbb 65, az Umbilicosphaera és a Calcidiscus 24 millió évvel ezelőtt különült el.

## Ökológia
A Zygodiscaleshez hasonlóan nincs elterjedésük és a környezeti változók közt jelentős összefüggés.

## Genomika
2017-ben nem volt elérhető kloroplasztiszgenomja. A THID és THIE nem egyesült bennük TH1 fehérjévé.

### Napi génexpresszió-változások
HSF-asszociált LOV-doménje expressziója mértéke éjfél és 4 óra közt a legmagasabb.:4. ábra

### POR
A Pleurochrysis carterae két POR fehérjéje egyike feltehetően horizontális géntranszfert követő génduplikáció előtt jelent meg, a Calcidiscus leptoporus POR2-je és a többi faj POR1-e ezek után alakulhatott ki.

### Szilíciumtranszporterek
Egyes fajai, például a Coccolithus braarudii és a Calcidiscus leptoporus kovamoszatokhoz hasonló szilíciumtranszporterekkel rendelkezik. Bár szilíciumszükségletük kisebb, az alacsony szilikátszint csökkenti a meszesedésüket, szemben a korábbi nézettel, hogy a kokkolitképző élőlények nem igényelnek szilikátot. Erre több nézet is lehetséges, például hogy a Noelarhabdaceae és a Pleurochrysidaceae is elvesztették szilikátigényüket, vagy hogy a Zygodiscales és a Coccolithales is szilikátot kezdtek igényelni, bár ez utóbbi bonyolultabb. A C. braarudii és a C. leptoporus továbbá érzékenyek a germániumra, és rendelkeznek SITL-lel, szemben a Pleurochrysis carteraevel. A szilíciumhiány és a germánium hibás kokkolitokat okoz.:3. ábra
Endoszimbionta géntranszferrel való 1-es csoportbeli szilíciumtranszporter-szerzésük valószínűleg prekambriumi lehetne, de ettől különálló horizontális géntranszferrel is valószínűleg több mint 300 millió évvel ezelőtt szerezhették, tehát ha így terjedtek el, ősinek kell lennie.

## Biológiai kapcsolatok
Metionin-szintázuk kobalamindependens metH, a metE kobalaminindependens forma nem ismert bennük, azonban kobalaminszint-korlátozás esetén is életképes lehet 6 faj, kobalaminigényüket feltehetően erősen hozzájuk tapadó antibiotikum-rezisztens bakteriális szimbiontái termelik.

## Jelentőség
A Pleurochrysist az Isochrysidales Emiliania és Gephyrocapsa nemzetségeihez hasonlóan használják a két rend összehasonlítására. A Pleurochrysis haptonemofera géninformációs adatbázisa volt a 2015-ben indult Pleurochrysome.
Az éghajlatváltozás kokkolitképződésre, a lipid- és szénhidrát-felhalmozódásra való hatásainak elemzésére is használják. A Pleurochrysis dentata szénhidrát- és lipidtartalmát a kálium-nitrát hozzáadása csökkenti, fehérjetartalmát növeli. 1 mM feletti KNO3-koncentráció csökkentheti a méretet és a kokkoszféra CaCO3-felhalmozódását.